# قطعنامه ۶۴۰ شورای امنیت
قطعنامه ۶۴۰ شورای امنیت سازمان ملل متحد که در تاریخ ۲۹ اوت ۱۹۸۹ تصویب شد، سندی بین‌المللی دربارهٔ نامبیا است. این قطعنامه طی نشست ۲۸۸۲ام با ۱۵ رای موافق، ۰ مخالف و ۰ ممتنع تصویب شد.